# Wojciech Herman

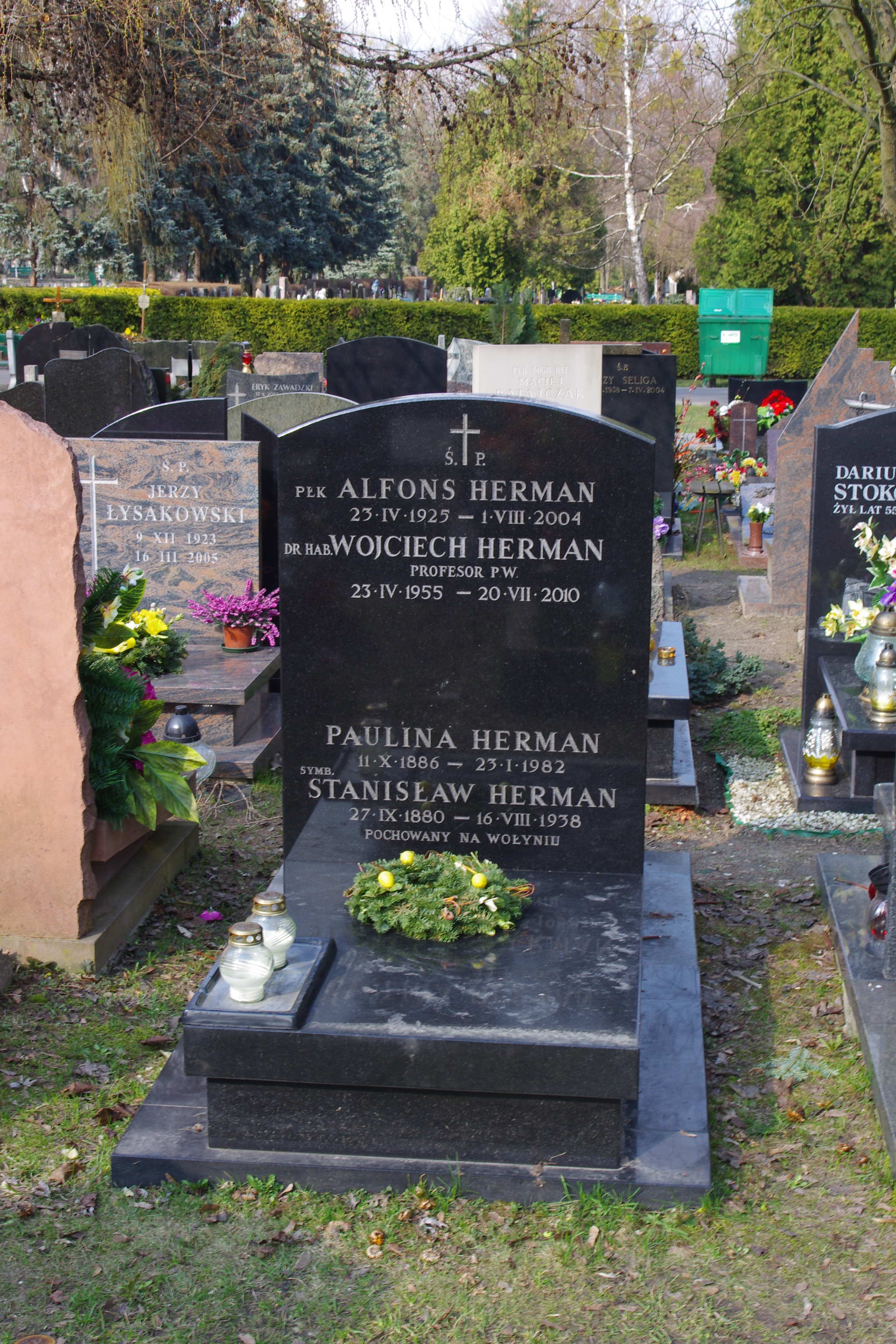
Grób prof. Politechniki Warszawskiej – Wojciecha Hermana (1955-2010) na Cmentarzu Wojskowym na Powązkach w Warszawie

Wojciech Herman (ur. 23 kwietnia 1955, zm. 20 lipca 2010) – polski filozof, dr. hab., adiunkt na Wydziale Administracji i Nauk Społecznych Politechniki Warszawskiej, autor publikacji naukowych, sekretarz Zarządu Głównego Polskiego Towarzystwa Filozoficznego.
Pochowany na Cmentarzu Wojskowym na Powązkach w Warszawie (kwatera I urnowa – 12 – 6).

## Wybrana bibliografia autorska[5]
- Filozofia egzystencjalna (Oficyna Wydawnicza Politechniki Warszawskiej, Warszawa, cop. 2001, ISBN 83-7207-237-X)
- Granice racjonalności (Wydawnictwa Politechniki Warszawskiej, Warszawa, 1991)
- Próba ugruntowania metafizyki (Oficyna Wydawnicza Politechniki Warszawskiej, Warszawa, 2008, ISBN 978-83-7207-770-7)
- W poszukiwaniu granic racjonalności: od początków filozofii do współczesnej cywilizacji naukowo-technicznej (Oficyna Wydawnicza Politechniki Warszawskiej, Warszawa, cop. 2001, ISBN 83-7207-248-5)
- Epistemologia Karla Poppera („Edukacja Filozoficzna” 1988, nr 5, s. 115–131, ISSN 0860-3939)
- Popperowska koncepcja racjonalności społecznej („Opere et Studio” 1990, nr 9, s. 70–95)
- Język a czas, w: Joanna Michalik (red.), Nieświadomość i transcendencja: teksty dedykowane Profesor Zofii Rosińskiej (Eneteia – Wydawnictwo Psychologii i Kultury, Warszawa, 2011, s. 255–264, ISBN 978-83-61538-40-0)